# 王丰 (中國大陸)
王丰（1971年—），北方人，定居上海。中国资深财经媒体人。

## 生平
- 历任《证券时报》记者、《南方周末》经济部资深记者、《第一财经日报》资深编辑兼特稿部主任、《南风窗》总编助理兼上海站站长、《东方企业家（页面存档备份，存于）》主编兼现代传播全国财经总监等职。

- 他曾获《南方周末（页面存档备份，存于）》最佳报道奖、CCTV2003年度十大风云记者提名、第五届《财经》奖学金等诸多业内权威荣誉。

- 现任第一文组（BNC）首席编辑，《财经》百人会会员。

- 著有《珍珠帝国（页面存档备份，存于）》。代表作《上海法则（页面存档备份，存于）》。

## 外部連結
- （页面存档备份，存于）
- （页面存档备份，存于）
- （页面存档备份，存于）
- （页面存档备份，存于）
- （页面存档备份，存于）
- （页面存档备份，存于）
- （页面存档备份，存于）